# Transalpina (Rumänien)
Die Transalpina, auch als Drum național 67C (rumänisch für „Nationalstraße 67C“, kurz DN67C) bezeichnet, ist eine touristisch bedeutsame Straße in Rumänien. Sie durchquert die Transsilvanischen Alpen, verbindet den Kreis Gorj in der Kleinen Walachei (Oltenien) mit dem Kreis Alba in Siebenbürgen und erreicht eine Höhe von 2132 m, nach anderer Angabe von 2145 m. Damit übertrifft ihre Scheitelhöhe die der Transfogarascher Hochstraße (Drum național; DN 7C).

## Verlauf

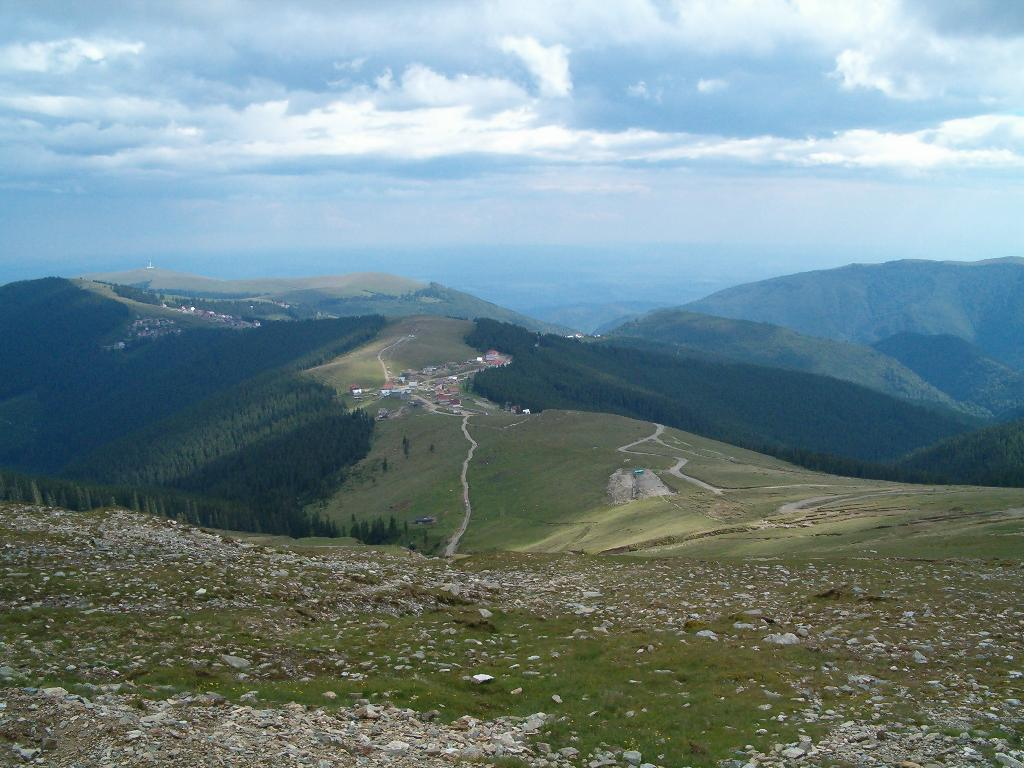
Die Straße vom Berg Păpușa aus gesehen

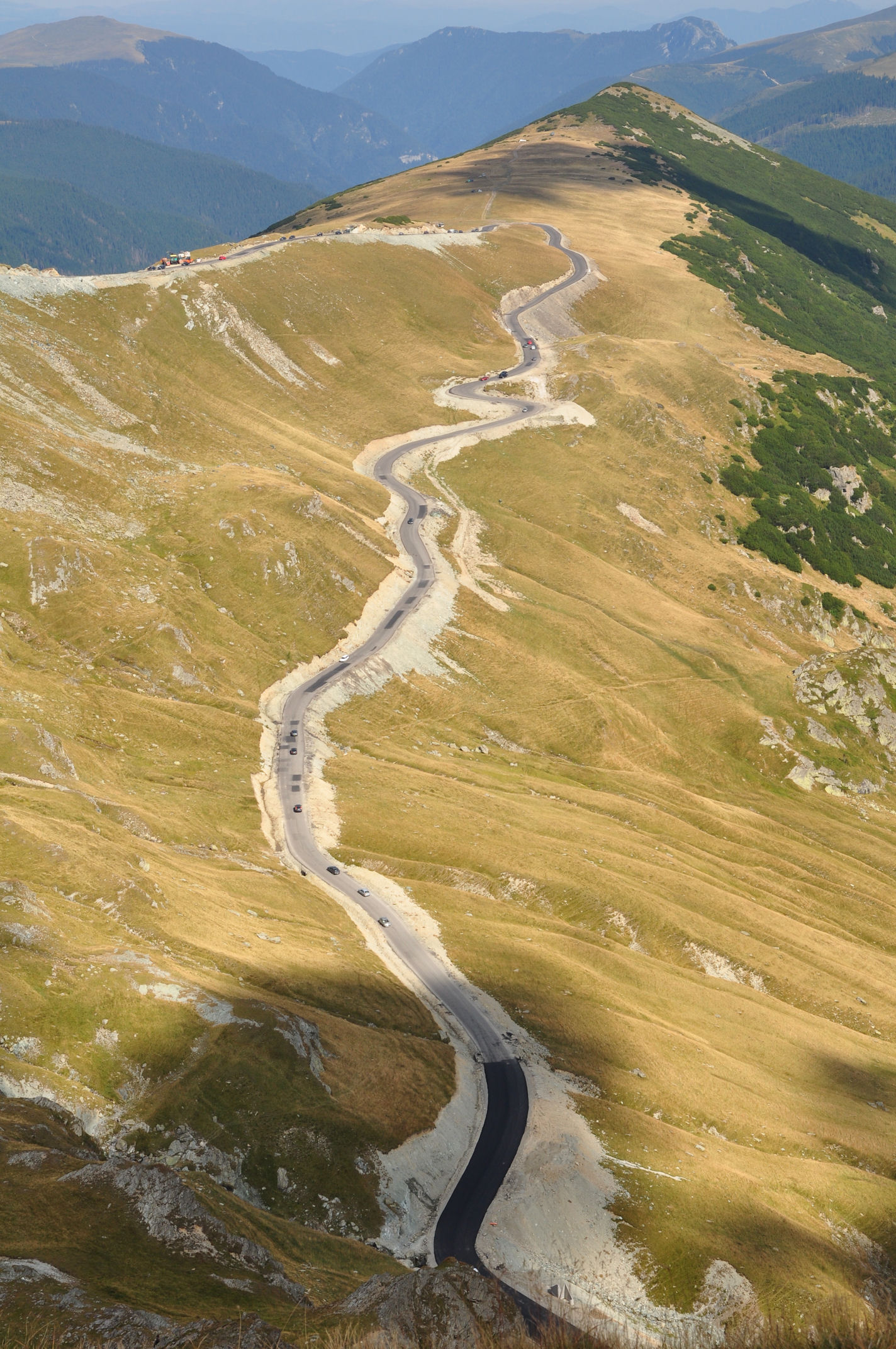
Die Transalpina

Die Straße zweigt östlich von Târgu Jiu bei Bengești vom Drum național 67 ab und führt über Novaci in das Gebirge der Munții Parâng. Deren Kamm überquert sie im Gebirgspass Urdele auf ihrem höchsten Punkt (⊙). Nach einem Abstieg kreuzt sie bei der Häusergruppe Obârșia Lotrului in der Gemeinde Voineasa westlich des Barajul Vidra (Vidra-Stausees) den Drum național 7A und erreicht im Tărtărău-Pass nochmals eine Höhe von 1678 m. In ihrem weiteren Verlauf folgt sie dem Fluss Sebeș (Mühlbach) nach Norden und endet in Sebeș (Mühlbach) am Drum național 7.
Die Länge der Straße beträgt rund 148 Kilometer. Üblicherweise ist die Straße im Winter, meistens ab Mitte/Ende Oktober gesperrt und ab April erneut geöffnet.

## Geschichte
Die moderne, auch unter der Bezeichnung Drumul Regal („Königsstraße“) bekannte Straße wurde 1939 eröffnet und im Zweiten Weltkrieg aus strategischen Gründen ausgebaut. In der revolutionären Zeit um 1989 wurde die Straße vernachlässigt. Ab 2009 wurde sie abschnittsweise asphaltiert und 2010 in einem Teilabschnitt wieder in Betrieb genommen. Die Asphaltierung wurde 2012 abgeschlossen. Derzeit (2016) ist die Straße mit Einschränkungen durchgehend befahrbar.

## Tourismus
Die auch bei Rennradfahrern beliebte Straße erschließt insbesondere den Wintersportort Rânca.